# Good Fences
Good Fences es un telefilme estadounidense de 2003 dirigido por Ernest R. Dickerson y coproducido por Spike Lee. Relata las tensiones y los prejuicios en una familia negra en ascenso en Greenwich, Connecticut en la década de 1970. Danny Glover interpreta al agobiado y estresado marido y Whoopi Goldberg a su firme esposa. Por su desempeño en el filme, Goldberg ganó un Premio NAACP Image.

## Reparto
- Whoopi Goldberg es Mabel Spader
- Danny Glover es Tom Spader
- Mo'Nique es Ruth Crisp
- Ashley Archer es Stormy (13 años)

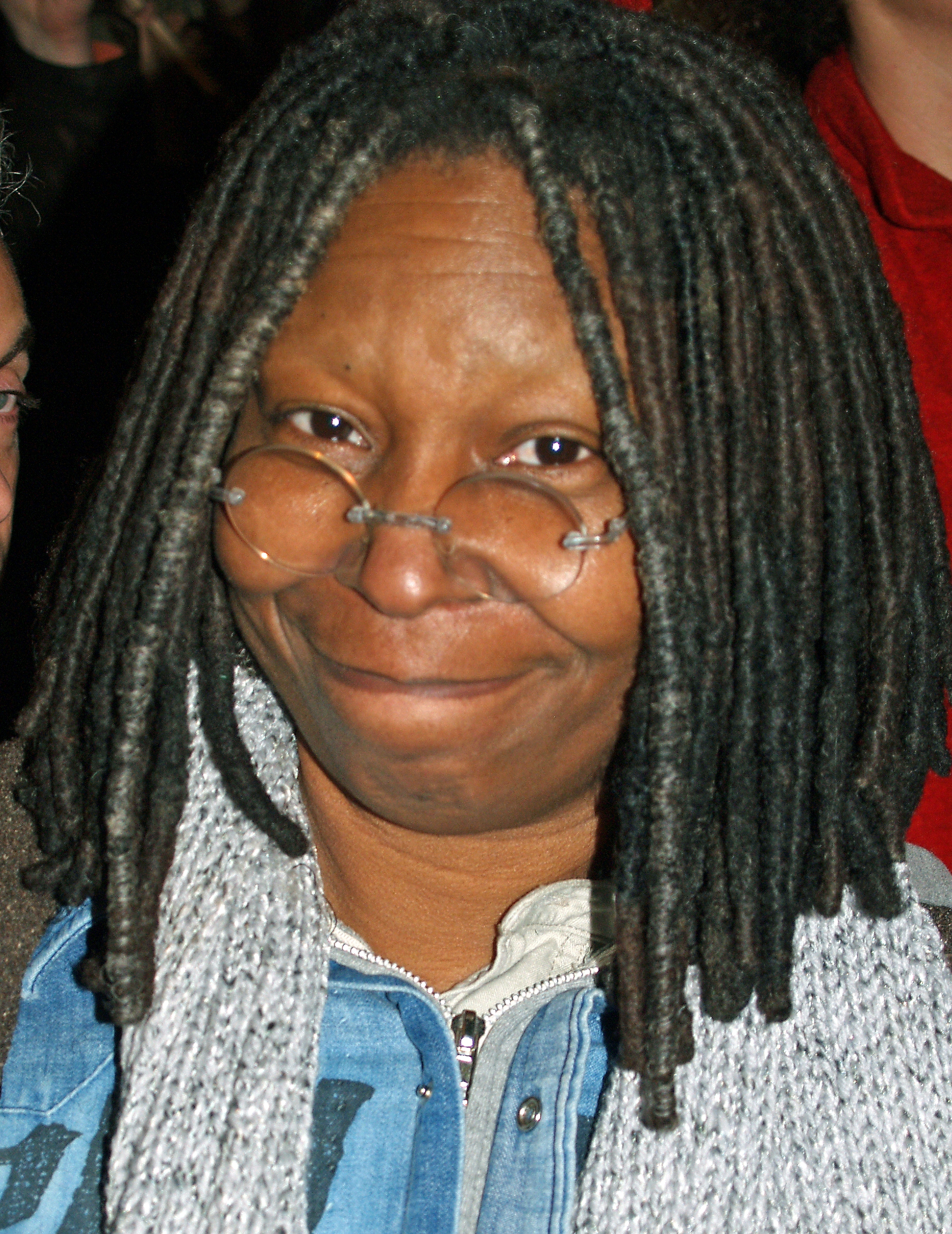
Whoopi Goldberg ganó un Premio NAACP Image por su desempeño en el filme

- Ryan Michelle Bathe es Stormy (17 años)
- Vincent McCurdy-Clark es Tommy-Two (12 años)
- Zachary Simmons Glover es Tommy-Two (17 años)

## Recepción
La película tuvo una recepción mixta de crítica y público. En el sitio web especializado en reseñas cinematográficas Rotten Tomatoes tiene un 58% de aprobación de la audiencia. Para Joe Leydon de la revista Variety, la película "es una mezcla estupefacta de comedia caricaturesca, sátira simplista y melodrama al borde de la histeria. El director Ernest Dickerson no consigue establecer un tono coherente y, lo que es peor, se niega a frenar los excesos autoindulgentes de los productores-estrellas Whoopi Goldberg y Danny Glover".